# Tân Lập, Tân Thạnh
Tân Lập là một xã thuộc huyện Tân Thạnh, tỉnh Long An, Việt Nam.
Xã Tân Lập có diện tích 43,72 km², dân số năm 1999 là 6407 người, mật độ dân số đạt 147 người/km².